# Nils Muižnieks
Nils Raimonds Muižnieks (ur. 31 stycznia 1964 w Los Angeles) – łotewski politolog, prawnik, działacz na rzecz praw człowieka i nauczyciel akademicki, w latach 2002–2004 minister ds. integracji społecznej, od 2012 do 2018 komisarz praw człowieka Rady Europy.

## Życiorys
Urodził się w rodzinie łotewskich emigrantów w USA. W 1986 ukończył politologię na Uniwersytecie Princeton. Kształcił się również m.in. w Grenoble (1984), w Monterey Institute of International Studies (1985) i na Western Michigan University (1987). W 1988 uzyskał magisterium z politologii na Uniwersytecie Kalifornijskim w Berkeley, a w 1993 doktoryzował się na tej samej uczelni.
Pod koniec lat 80. pracował jako wykładowca na Uniwersytecie Kalifornijskim w Berkeley, następnie zaś w Radiu Wolna Europa (1990–1992). W 1993 przeprowadził się na Łotwę. W latach 1994–2002 pełnił funkcję dyrektora Łotewskiego Centrum Praw Człowieka i Studiów Etnicznych. Był także dyrektorem programu ds. praw człowieka i porozumienia międzyetnicznego Open Society Foundations (założonej przez George'a Sorosa) na Łotwie. W rządach Einarsa Repšego i Indulisa Emsisa sprawował obowiązki ministra do spraw integracji społecznej (2002–2004). Działał w Pierwszej Partii Łotwy, wchodząc w skład władz tego ugrupowania. Z jej ramienia w wyborach w 2004 bez powodzenia ubiegał się o mandat posła do Parlamentu Europejskiego.
W 2005 został dyrektorem Instytutu Społecznego i Politycznego na Uniwersytecie Łotewskim, którym kierował do 2012. Początkowo był wiceprzewodniczącym, zaś w grudniu 2009 został wybrany na przewodniczącego Europejskiej Komisji Przeciwko Rasizmowi i Nietolerancji. Instytucją tą zarządzał od 2010 do 2012.
W latach 2005–2006 i 2011–2012 był kandydatem Łotwy na urząd komisarza praw człowieka Rady Europy. 24 stycznia 2012 został wybrany przez Zgromadzenie Parlamentarne Rady Europy na tę funkcję bezwzględną większością głosów. Do pełnienia obowiązków przystąpił 1 kwietnia 2012. Zakończył urzędowanie 31 marca 2018. Jego następcą na tym stanowisku została Dunja Mijatović.
Jest autorem licznych książek, artykułów naukowych i prasowych. Jako autor, współautor lub redaktor opublikował m.in. Nacionālo minoritāšu konvencija – Eiropas pieredze Latvijai (Ryga 2006), Nacionālo minoritāšu konvencija – diskriminācijas novēršana un identitātes saglabāšana Latvijā (Ryga 2007), Latvian-Russian relations: domestic and international dimensions (Ryga 2006), Georgian security: a Latvian perspective (wraz z Rasmą Kārkliņą, Ryga 2008), Latvian-Russian relations: dynamics since Latvia’s accession to the EU and NATO (Ryga 2011).